# Limnephilus mutabilis
Limnephilus mutabilis is een schietmot uit de familie Limnephilidae. De soort komt voor in het Palearctisch en het Nearctisch gebied.